# Goldy
Goldy (ou Goldstein selon les sources) est une marque française disparue d'appareils photographiques.

## Histoire

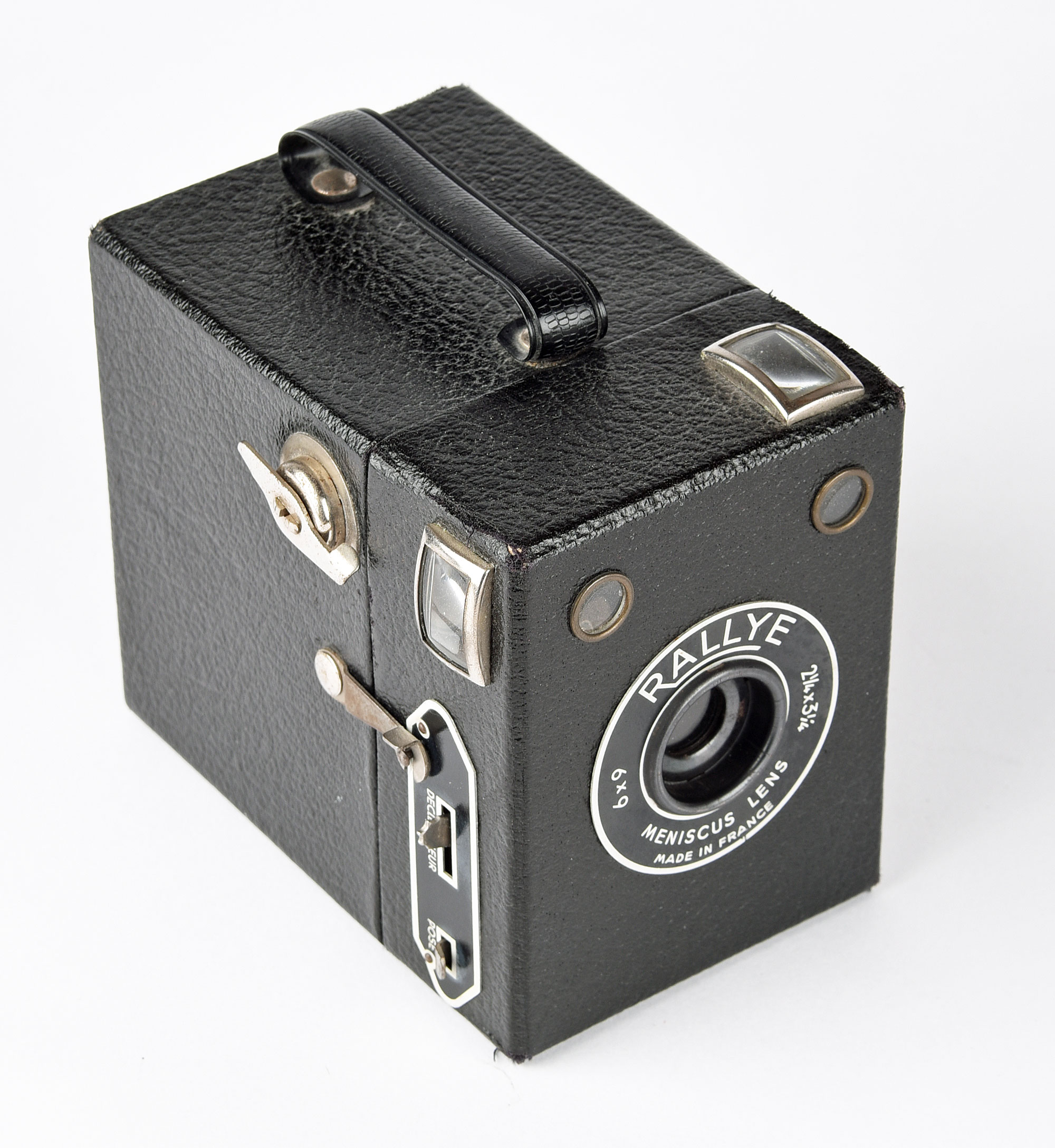
Goldy Rallye.

Vers 1947, la maison Goldy, créée par un monsieur Goldstein dont on ne trouve pas d'autres traces, commercialise le "Goldy". C'est un box en carton fort gainé de papier décor. Il en existe de plusieurs couleurs (noir, bien sur, mais aussi blanc, vert, rouge, marron et bleu). S'il est normalement équipé d'un filtre jaune amovible intégré, il en existe des versions simplifiées sans cet accessoire. Il sera aussi vendu sous les noms "Spring", "Superas", "Week-End" et "Racing",.
En avril 1948, le "Starmétal" est annoncé. Comme son nom l'indique, il est métallique avec un corps en alliage d'aluminium moulé qui reste de la forme parallélépipédique classique. Il n'est pas gainé mais laqué marron. Quelques appareils seront acheminés chez divers grossistes mais la fabrication sera très vite abandonnée au profit d'un successeur au look plus moderne,.
C'est le "Fotobox" au dessin plus travaillé. Vu de dessus, le fond galbé pour suivre le chemin de film (lui-même en arc de cercle pour compenser les déformations de l'objectif « ménisque ») se raccorde à deux faces parallèles qui elles-mêmes se raccordent à deux faces convergentes qui rejoignent une face avant moins large que le dos. Tous les raccordements de face se font par des congés. Caractéristique rare pour un box, l'obturateur est armé lors de l'avancement du film ce qui évite le risque de superposition d'images. Il comporte un grand viseur à cadres. Pas franchement au point, sa production est très vite abandonnée,.

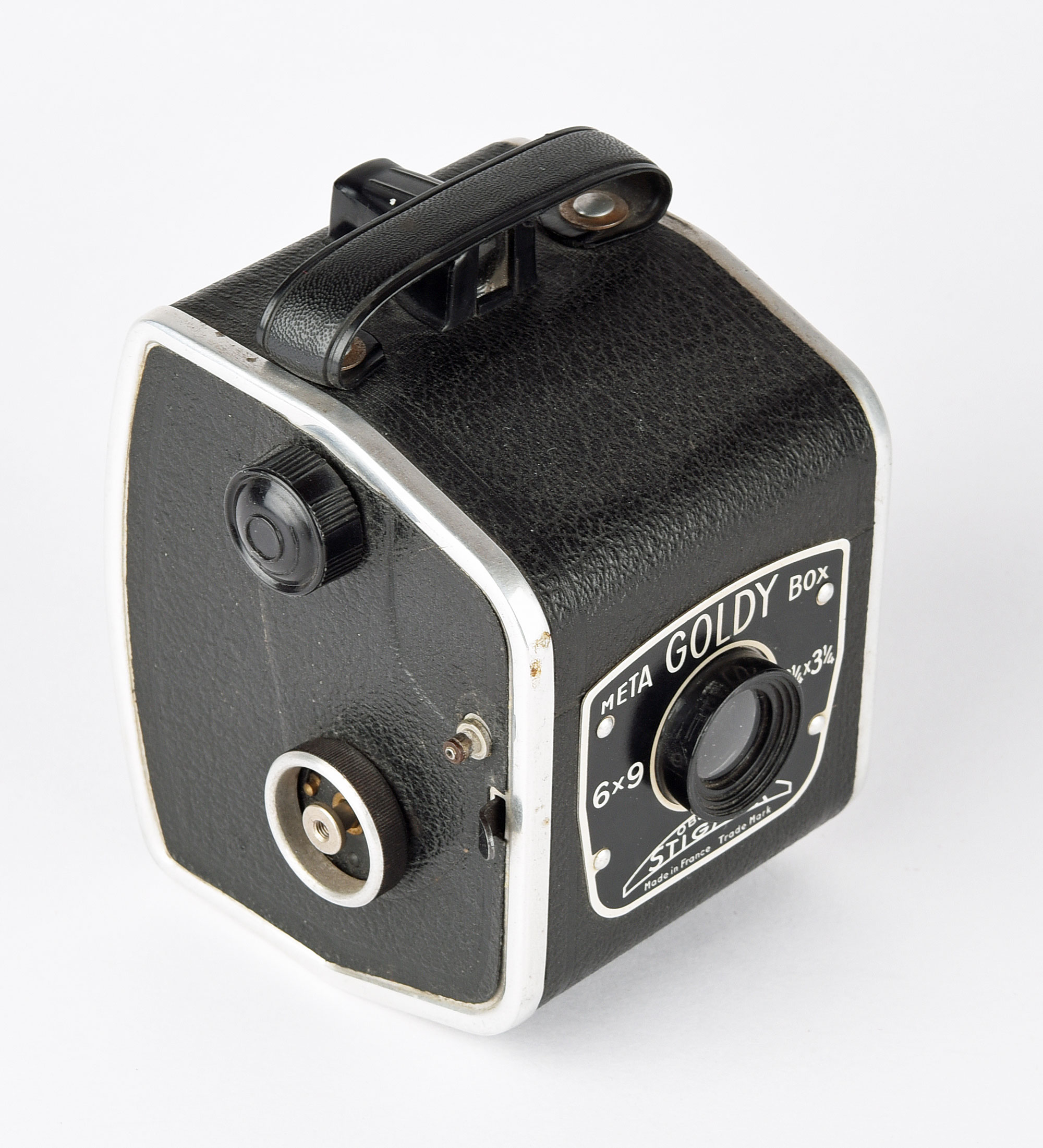
Goldy Metabox

Vers 1949, le "Metabox" le remplace. La forme est à peu près la même mais c'est maintenant la vue de profil qui est évolutive. Le viseur à cadre est remplacé par un viseur de Galilée. Le système d'armement lié à l'avancement du film est conservé. Il obtient un certain succès, limité par son prix nettement au-dessus de ceux de la concurrence,.
Pour l'appareil suivant, le "Monococ", c'est le retour à la forme classique des box mais l'aluminium embouti remplace le carton et le gainage n'existe qu'en noir.

### Appareils publicitaires
Comme beaucoup de fabricants d'appareils simples, Goldy a fourni un certain nombre d'appareils sérigraphiés de diverses publicités. Entre autres : Les caves Sainte-Marguerite, le chocolat Lanvin, Delespaul.